# Werner Müller (Politiker, 1946)

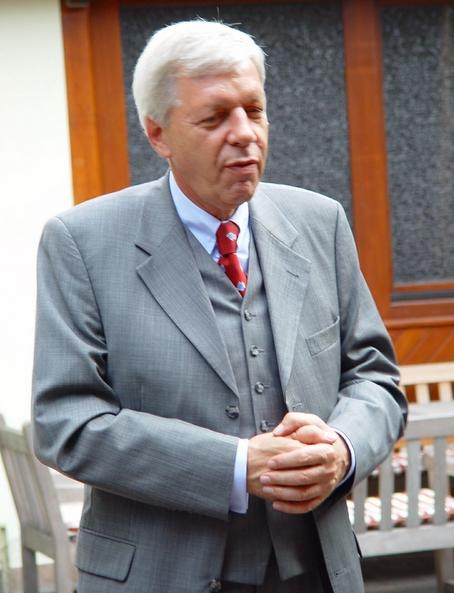
Werner Müller (2002)

Wilhelm Werner Müller (* 1. Juni 1946 in Essen; † 15. Juli 2019 ebenda) war ein deutscher Manager, Hochschuldozent und parteiloser Politiker. Mit mehreren Studienfächern, darunter Volkswirtschaft, und einer Promotion in Sprachwissenschaften lehrte er zunächst als Dozent und arbeitete danach von 1973 bis 1997 für RWE und VEBA, wo er später zum Generalbevollmächtigten und Vorstandsmitglied aufrückte.
In den folgenden Jahren wurde Müller bundesweit bekannt, als er Bundesminister für Wirtschaft und Technologie (1998–2002), Vorstandsvorsitzender der Ruhrkohle AG bzw. der davon ausgegliederten Evonik Industries (2003–2008), Aufsichtsratsvorsitzender der Deutschen Bahn AG (2005–2010) sowie Vorstandsvorsitzender der maßgeblich von ihm in seiner Zeit bei Ruhrkohle mitgegründeten RAG-Stiftung (2012–2018) war. 2018 wurde er zum Ehrenvorsitzenden der RAG-Stiftung gewählt.

## Leben

### Herkunft und Ausbildung
Bis zum 13. Lebensjahr lebte Müller in Weil am Rhein, weil sein aus Dresden stammender Vater als Physiker im Deutsch-Französischen Forschungsinstitut Saint-Louis arbeitete. Nach dem Abitur am Windthorst-Gymnasium Meppen im Jahre 1965 studierte Müller Klavier an der Musikhochschule Mannheim und parallel Volkswirtschaft an der Universität Mannheim, wo er 1970 als Diplom-Volkswirt abschloss. Von 1971 bis 1977 studierte er Philosophie und Linguistik an den Universitäten Duisburg und Bremen. 1978 wurde Müller an der Universität Bremen in den Sprachwissenschaften promoviert.

### Frühe Karriere (Hochschuldozent, RWE und VEBA)
Von 1970 bis 1972 war Müller als Dozent für Wirtschaftsmathematik und Statistik an der Fachhochschule Ludwigshafen tätig. Nachdem er die Bildungspolitik der rheinland-pfälzischen Landesregierung öffentlich kritisiert hatte, wurde ihm gekündigt. Weiters hatte er von 1970 bis 1973 Lehraufträge der Universitäten Mannheim und Regensburg in den Fächern Wirtschaftsmathematik und Sprachwissenschaft. Werner Müller war seit seinem Studium in Mannheim mit mehrjähriger Unterbrechung Mitglied der K.D.St.V. Churpfalz Mannheim im CV.
Von 1973 bis 1980 war er bei beim Energiekonzern RWE AG, zuletzt als Referatsleiter Marktforschung. 1980 wechselte er zur VEBA AG (Leiter Energiestab) und wurde später dort auch Generalbevollmächtigter. 1992 wechselte er zur VEBA-Tochter Veba Kraftwerke Ruhr AG und war als Vorstand für Energiekauf, Energieverkauf, Fernwärme und Entsorgungswirtschaft / Müllverbrennung zuständig. 1997 schied er aus diesem Amt aus und wurde selbständiger Industrieberater.

### Bundesminister für Wirtschaft und Technologie
Von 1998 bis 2002 war Müller Bundesminister für Wirtschaft und Technologie. Nachdem der designierte Wirtschaftsminister Jost Stollmann wegen Beschneidung der Kompetenzen des Ministeriums nach dem Sieg der SPD bei der Bundestagswahl 1998 unerwartet das Amt nicht angenommen hatte, benannte Bundeskanzler Gerhard Schröder den ihm aus Niedersachsen gut bekannten parteilosen Werner Müller. 1999 fungierte Müller nach dem Rücktritt Oskar Lafontaines kurzzeitig kommissarisch auch als Bundesfinanzminister.
Für die rot-grüne Bundesregierung verhandelte Müller mit der Industrie den Kernenergiekompromiss (Atomausstieg).

Im Januar 2002 untersagte das Bundeskartellamt die Übernahme der Ruhrgas AG durch die  E.ON AG (Nachfolgegesellschaft von Müllers ehemaligem Arbeitgeber VEBA) aus Gründen des überragenden Interesses der Allgemeinheit. Die beiden Unternehmen beantragten eine Ausnahmegenehmigung des Bundeswirtschaftsministers (Ministererlaubnis). Die vorgeschriebene Stellungnahme der Monopolkommission war sehr kritisch.
Müller wies trotzdem seinen Staatssekretär Alfred Tacke an, die Ministererlaubnis zu erteilen.
Nach der Bundestagswahl 2002 berief der wiedergewählte Bundeskanzler Gerhard Schröder Müller nicht in sein zweites Kabinett. Das Bundesministerium für Wirtschaft und Technologie wurde mit dem Arbeitsministerium zu einem Superministerium (Bundesministerium für Wirtschaft und Arbeit) zusammengelegt; dessen Minister wurde Wolfgang Clement.

### Späte Karriere (Ruhrkohle, Evonik und Deutsche Bahn)
Müller wurde 2003 als Nachfolger von Karl Starzacher Vorstandsvorsitzender der Ruhrkohle AG (RAG). Die Bundesregierung hatte trotz massiver öffentlicher Kritik von verschiedenen Seiten und einer kleinen Anfrage der FDP-Fraktion im Bundestag keine Bedenken gegen den Wechsel des ehemaligen Ministers zur RAG. Müller baute den Konzern rasch um und konzentrierte das Unternehmen mit damals rund 100.000 Mitarbeitern auf vier Kerngeschäftsfelder. Teile der RAG (Chemie, Energie und Immobilien) wurden im September 2006 in die RAG Beteiligungs AG (ab 2007 Evonik Industries AG) ausgegliedert. Am 31. Dezember 2008 schied Werner Müller aus dem Vorstand der Evonik aus.
Am 5. Juli 2005 wurde Werner Müller zum Vorsitzenden des Aufsichtsrats der Deutschen Bahn AG (DB) gewählt. Anfang 2010 – inzwischen regierte das Kabinett Merkel II – lief sein Vertrag aus und wurde nicht verlängert.

### Weitere Mitgliedschaften und Engagements
Müller war seit 2005 Mitglied des Kuratoriums der Kulturstiftung der Länder und seit 2014 dessen stellvertretender Vorsitzender.
Seit 2006 gehörte er dem Beirat von Borussia Dortmund an. In der Zeit vom 1. Dezember 2012 bis 24. Mai 2018 war er Vorsitzender des Vorstandes der RAG-Stiftung sowie Vorsitzender des Aufsichtsrates der Evonik Industries AG, der RAG Aktiengesellschaft und der DSK AG. Diese Ämter legte er gemäß seiner Ankündigung von Februar 2018 aus gesundheitlichen Gründen nieder.
Aufgrund seiner Verdienste um die Gründung der RAG-Stiftung wurde er im Mai 2018 vom Kuratorium der Stiftung zum Ehrenvorsitzenden des Vorstandes gewählt.
Müller war auch Vorsitzender des Aufsichtsrats der BwConsulting GmbH, einer hundertprozentigen Tochter des Bundesministeriums der Verteidigung.

### Persönliches
Müller war verheiratet und hatte zwei Kinder. Am 15. Juli 2019 erlag er im Alter von 73 Jahren den Folgen eines Krebsleidens.
Posthum wurde 2020 auf dem Gelände des UNESCO-Weltkulturerbes Zeche Zollverein in Essen ein Platz nach ihm benannt.

## Auszeichnungen
- 1994: Großes Verdienstkreuz des Niedersächsischen Verdienstordens

- 2001: Big Brother Award Kategorie Kommunikation (Negativpreis)
- 2004: Bundesverdienstkreuz (I. Klasse)
- 2008: Manager des Jahres in Deutschland
- 2010: Großes Bundesverdienstkreuz
- 2013: Bürger des Ruhrgebiets in seiner Eigenschaft als Vorstandsvorsitzender der RAG-Stiftung
- 2015: Ehrendoktor der Universität Duisburg-Essen
- 2018: Verdienstorden des Landes Nordrhein-Westfalen

## Schriften
- mit Bernd Stoy: Entkopplung. Wirtschaftswachstum ohne mehr Energie? DVA, Stuttgart 1978, ISBN 978-3-421-02709-2.
- Des Feuers Macht. Heitkamp, Bochum 1986, DNB 870774913.
- Hitlers profitierende Helfer – Die SS lieferte deutschen Bergbauunternehmen Zwangsarbeiter … In: Die Zeit. Nr. 19/2005, S. 5.
- Perspektiven der Energieversorgung. Freiherr-vom-Stein-Gesellschaft, Münster 2007, DNB 987039180.
- (Hrsg.): Unter uns. Die Faszination des Steinkohlenbergbaus in Deutschland. 3 Bände. Beck, München.
  - Band 1: Wissen und Können. 2015, ISBN 978-3-406-68427-2.
  - Band 2: Kultur und Leben. 2016, ISBN 978-3-406-69879-8.
  - Band 3: Politik und Positionen. 2017, ISBN 978-3-406-71468-9.